# Погонич білогорлий
Погонич білогорлий (Laterallus albigularis) — вид журавлеподібних птахів родини пастушкових (Rallidae). Мешкає в Центральній і Південній Америці.

## Опис

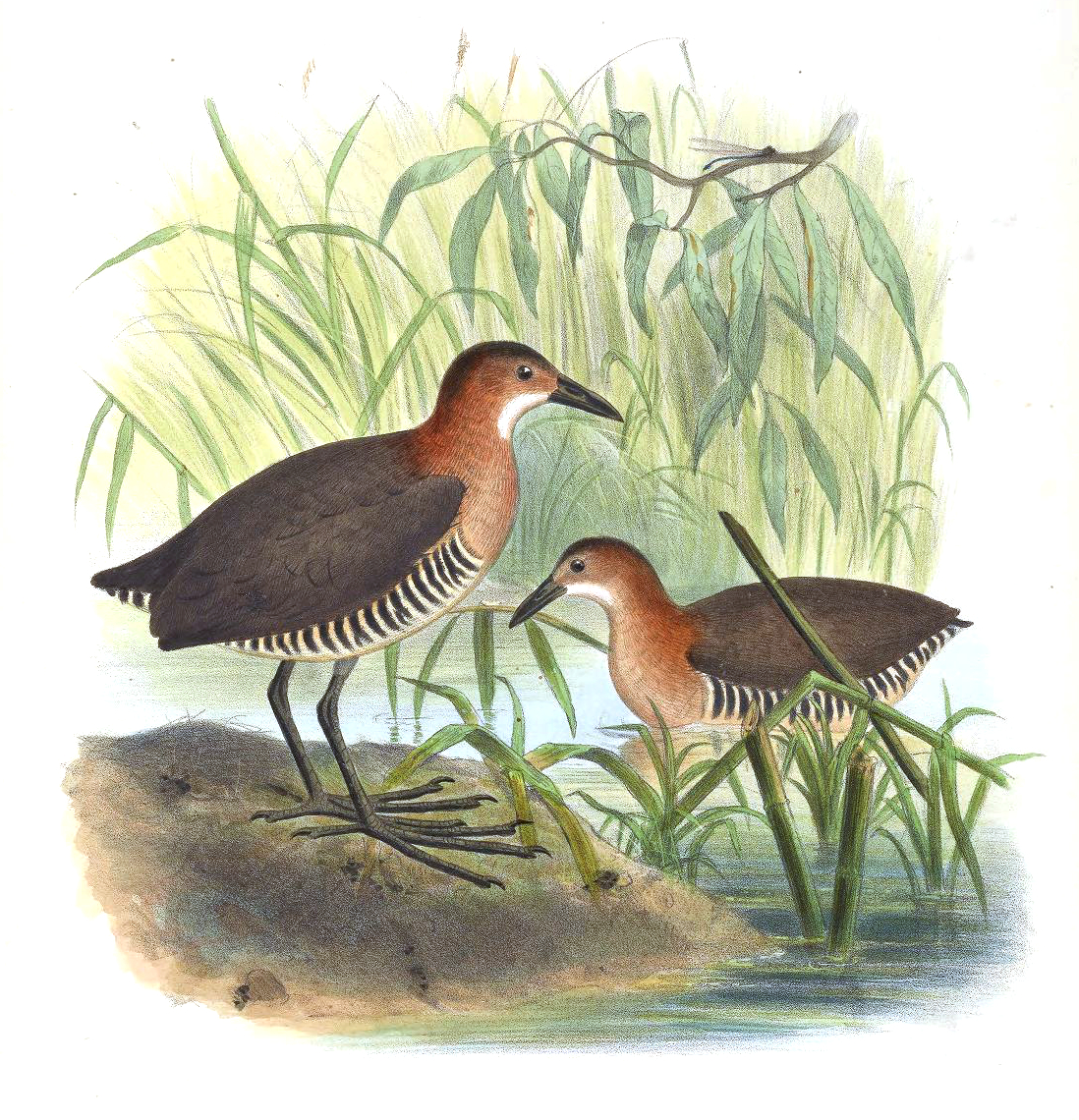
Білогорлі погоничі

Довжина птаха становить 14-16 см. Верхня частина тіла переважно темно-коричнева, спина має рудуватий відтінок. Обличчя сіре, на підборідді і горлі біла пляма, більш помітна у представників номінатичвного підвиду і менш виражена у представників підвиду L. a. cerdaleus. У представників підвиду L. a. cinereiceps верхня частина голови сірувато-коричнева. Шия і груди рудувато-коричневі, боки і гузка смугасті, чорно-білі. Райдужки червоні, дзьоб зеленуватий, зверху більш темний, лапи коричневі, іноді з жовтуватим або оливковим відтінком. Виду не притаманний статевий диморфізм.

## Підвиди
Виділяють три підвиди:
- L. a. cinereiceps (Lawrence, 1875) — від південно-східного Гондурасу до північно-західної Панами;
- L. a. albigularis (Lawrence, 1861) — від південно-західної Коста-Рики до західного Еквадору;
- L. a. cerdaleus Wetmore, 1958 — північна Колумбія і північний захід Венесуели (гори Сьєрра-де-Періха).

## Поширення і екологія
Білогорлі погоничі мешкають в Гондурасі, Нікарагуа, Коста-Риці, Панамі, Колумбії, Еквадорі та Венесуелі. Вони живуть у водно-болотних угіддях, на луках, болотах та на галявинах тропічних лісів. Живляться комахами, павуками, насінням трав і водоростями. Початок сезону розмноження різниться в залежності від регіону. В кладці від 2 до 5 кремово-білих яєць, поцяткованих коричневими або червонуватими плямками.